# Roma moderna
Roma moderna è un saggio di Italo Insolera che riguarda l'urbanistica a Roma tra il 1870 e il 2023. 

## Descrizione
Il testo, ormai un classico sull'argomento, situa la nascita della Roma "moderna" nel 1811, quando Napoleone I Bonaparte introdusse le prime leggi moderne nella storia di Roma, coprendo nella sua analisi gli sviluppi urbani degli ultimi decenni di governo papale e la successiva designazione a capitale del nuovo Regno dell'Italia unificata nel 1870. Il libro racconta, tra le molte cose, la contraddittoria politica edilizia degli ultimi tre decenni del XIX secolo, l'amministrazione illuminista e riformatrice del sindaco Ernesto Nathan, le difficoltà dopo la Prima Guerra Mondiale, la folle e assurda politica edilizia del periodo fascista, la ripresa e l'ottimismo del secondo Dopoguerra, e l'allarmante allargamento della città degli ultimi decenni del XX secolo. Ricostruendo l'affascinante, complessa e difficile storia della Città Eterna, vi è spiegato il caotico procedere di piani regolatori nel corso dei decenni, non rispondenti alle esigenze della popolazione romana.
Alla prima edizione, che risale al 1962, sono seguite ininterrotte ristampe, con successive riedizioni - rivedute e ampliate nel 1971, 1993, 2001. Per l'edizione aumentata del 2011, l'ultima con Insolera vivente, l'autore si avvalse della collaborazione di Paolo Berdini, il quale ha presentato una nuova edizione ulteriormente ampliata nel 2024.
L'edizione inglese, tradotta sull'edizione del 2011, è stata premiata con il Gerd Albers Award Best Book 2019 di ISOCARP.

## Contenuti
Nell'ultima edizione il libro inizia parlando dei progetti napoleonici di due grandi parchi sul modello di Parigi, e di numerosi scavi archeologici in buona parte non realizzati. La narrazione poi si snoda attorno alle vicende urbanistiche della capitale dagli anni del restaurato governo pontificio (dalla stazione Termini alla direttrice d'espansione nordest, molti sono stati, secondo Insolera, gli interventi importanti in quel periodo) e dagli entusiasmi che accompagnarono l'avvento della capitale (1870), per poi analizzare le realizzazioni dell'epoca umbertina, i difficili anni che seguirono la prima guerra mondiale, la politica urbanistica del periodo fascista e infine il risveglio culturale, le speranze e i propositi dell'immediato dopoguerra. Gli ultimi capitoli sono dedicati allo stato attuale della città (per quasi il 30% formata da edilizia abusiva, ovvero sorta al di fuori del PRG).
Secondo Insolera il vero spartiacque del declino formale e anche etico della città sarebbe la Seconda guerra mondiale, o meglio la fine degli anni '50. Il boom economico-demografico è stato l'humus su cui si è innestato il sistema della speculazione edilizia, che poi è arrivato ad autoalimentarsi. La crescita di Roma è stata prima a macchia d'olio e poi si è sfilacciata su un'area enorme, coi nuovi insediamenti che sono sorti senza adeguati collegamenti e con servizi al di sotto degli standard minimi. Senza contare il suolo sottratto alle splendide aree dell'Agro romano a cui non ha peraltro fatto da contraltare un incremento del verde urbano. L'indagine serrata del libro ricompone la storia difficile e appassionante di una città che continua la sua evoluzione per episodi sconnessi, rincorrendo, senza mai raggiungerla, una propria fisionomia urbanistica. Come Insolera spiega nella premessa, la situazione odierna sarebbe tale che andrebbe aggiunto un semplice punto interrogativo dopo il binomio Roma moderna, ormai divenuto quasi un ossimoro.

## Cronologia essenziale
- Roma Napoleonica (1809-1814): i progetti dei due parchi, Milvio ed Appia, con accostamenti all'Acropoli di Atene (tuttora snodo cittadino fondamentale) e ai due parchi parigini del Bois de Boulogne e del Bois de Vincennes.
- Roma di Pio IX (anni 1850-70): primo sviluppo del sistema ferroviario ed espansione urbana attorno all'asse di Via Nazionale, pilotata da monsignor de Mérode.
- Roma Umbertina (1878-1900): direttrice di sviluppo urbano verso est (Termini e Castro Pretorio), e inizio dello sviluppo verso ovest (Prati); il quartiere Testaccio e le prime periferie; il piano regolatore del 1883 e la febbre edilizia seguita dalla grave crisi di fine '800.
- Sindacatura Nathan e piano Sanjust (1907-13).
- Roma Fascista (1922-1944): gli sventramenti nel centro storico e le "deportazioni" nelle prime borgate; i primi quartieri di edilizia popolare (Garbatella) e non (Montesacro); il piano del 1931 e il piano-ombra del 1942; Virgilio Testa, eminenza grigia dell'urbanistica romana.
- Il primo periodo post-bellico: le lotte per il verde e contro la speculazione degli anni '50; il "disimpegno" degli urbanisti negli anni '60 e il concorso per gli uffici della Camera del 1966; la lunga gestazione del piano del 1965 e le Olimpiadi del 1960.
- Gli ultimi decenni: gli anni delle "giunte rosse" (1976-85): speranze iniziali e delusioni; gli anni di piombo; il neoliberismo, il cancro inarrestabile dell'abusivismo e la cultura degli eventi straordinari; dall'urbanistica contrattata al Piano Casa: la morte della pianificazione.

## Speranze per il futuro
Secondo il parere dell'autore, sarebbero due i grandi temi da cui la città potrebbe trarre una sua rinascita: l'arte (con la storia e la cultura); si tratta di temi declinabili in concreto, a partire dalla salvaguardia e dall'oculata valorizzazione del fantastico cuneo verde dell'Appia Antica, che dai Castelli Romani si insinua fino al Campidoglio e a Piazza Venezia; il Colosseo, il Palatino e tutta l'area dei Fori (che andrebbe liberata da via dei Fori Imperiali) dovrebbero costituirne l'irrinunciabile propaggine urbana.
La seconda declinazione fa leva sulla multietnicità (si nota anche come il 13% degli abitanti di Roma sia composto da immigrati): nonostante episodi di intolleranza e obiettive difficoltà iniziali di inserimento, secondo Insolera i nuovi arrivati starebbero apportando fresca linfa demografica, economica e culturale a una città che, altrimenti, all'autore appare destinata a rimanere ripiegata su sé stessa.

## Edizioni
- Roma moderna. Un secolo di storia urbanistica, Collana Piccola Biblioteca n.25, Torino, Einaudi, 1962,  pp. 279, 20 cap.. - Einaudi, 1971; Nuova ed., Einaudi, 1993.
- Roma moderna. Un secolo di storia urbanistica 1870-1970, Collana Piccola Biblioteca, Torino, Einaudi, 2001,  pp. 345, 24 cap, ISBN 88-06-15931-3.
- Roma moderna. Da Napoleone I al XXI secolo, Nuova edizione ampliata con la collaborazione di Paolo Berdini, Collana Piccola Biblioteca, Torino, Einaudi, 2011-2022,  pp. 403, 30 cap., ISBN 978-88-06-20876-9.
  -  Modern Rome: From Napoleon to the Twenty-First Century, a cura di Lucia Bozzola, Roberto Einaudi e Marco Zumaglini, Paperpack (sull'edizione 2011), Cambridge Scholars Publishing, 2021,  p. 508, ISBN 978-1-5275-4795-7.
- I. Insolera-Paolo Berdini, Roma moderna. Due secoli di storia urbanistica, Nuova edizione ampliata, Collana Piccola Biblioteca, Torino, Einaudi, 2024,  pp. XIV-538, ISBN 978-88-062-5969-3.